# Anna Wruck
Anna Liesemarie Wruck (* 24. Februar 1993) ist eine US-amerikanische Volleyballspielerin.

## Karriere
Wruck begann ihre Karriere 2007 an der Santiam Christian Senior High School in Oregon. Von 2011 bis 2014 studierte sie an der Tulane University in New Orleans und spielte in der Universitätsmannschaft Greenwave. Anschließend war sie von 2015 bis 2017 für den neuseeländischen Verein  Shirley Silverbacks in Christchurch aktiv und gewann gleich im ersten Jahr die nationale Meisterschaft. In der Saison 2017/18 spielte die Mittelblockerin beim ungarischen Zweitligisten Hungast-Haladas Szombathely. Danach spielte sie beim portugiesischen Erstligisten AJM FC Porto. Mit dem Verein gewann sie in der Saison 2018/19 den nationalen Pokal. In der Saison 2019/20 spielte Wruck beim finnischen Erstligisten Pölkky Kuusamo. Von 2020 bis 2022 spielte sie beim deutschen Bundesligisten 1. VC Wiesbaden. Anschließend war Wruck in Brasilien bei ABEL Moda Vôlei aktiv.